# KINGS COURTSIDE LIVE
『KINGS COURTSIDE LIVE』（キングス・コートサイド・ライブ）は、ラジオ沖縄のプロバスケットボール中継である。
2011年2月12日から琉球ゴールデンキングスのホームゲームを生中継。ホームゲーム全試合ラジオ生中継は日本プロバスケ史上初。
2020-21、2021-22シーズンは「キングスコートサイドリポート」として、生放送の通常番組内でリポート。2022-23シーズンから水曜日のナイトゲームを1シーズン5～6試合中継。

## 基本放送時間
試合時間や番組編成の都合によって変更される場合あり。
- 水曜 20:00 - 22:00

過去
- 土曜 19:00 - 21:30
- 日曜 13:00 - 15:30

## 実況
- 宮田隆太郎 2020年1月15日まで
- 小橋川響（ラジオ沖縄アナウンサー）
- 杉原愛（ラジオ沖縄アナウンサー、2020年10月より）